# ذى عجزب (إب)

تعديل مصدري - تعديل

ذى عجزب هي إحدى قرى عزلة ميتم بمديرية إب التابعة لمحافظة إب، بلغ تعداد سكانها 1332 نسمة حسب تعداد اليمن لعام 2004.